# ده میان سفلی
ده میان سفلی، روستایی از توابع بخش مرکزی شهرستان بافت در استان کرمان ایران است.

## جمعیت
این روستا در دهستان گوغر قرار دارد و براساس سرشماری مرکز آمار ایران در سال ۱۳۹۵، جمعیت آن کمتر از ۳ خانوار بوده‌است.